# Ministério de Transportes e de Obras Públicas (Uruguai)
| Ministério de Transportes e de Obras Públicas |                     |
| Rincón 561, Montevidéu www.mtop.gub.uy        |                     |
| Criação                                       | 11 de julho de 1974 |
| Atual ministro                                | Victor Rossi        |

O Ministério de Transportes e de Obras Públicas (espanhol : Ministério de Transporte y Obras Públicas, abreviado MTOP), é um ministério do Uruguai, liderado atualmente pelo ministro Victor Rossi. É o órgão do governo responsável pelo desenvolvimento e planejamento de obras públicas de infraestrutura com o objetivo de promover o desenvolvimento nacional do país.